# The Rugby Championship 2022
Il Rugby Championship 2022 (in inglese 2022 Rugby Championship) fu la 10ª edizione del torneo annuale di rugby a 15 tra le squadre nazionali di Argentina, Australia, Nuova Zelanda e Sudafrica nonché la 27ª assoluta del torneo annuale internazionale di rugby a 15 dell'Emisfero Sud.
Si disputò dal 6 agosto al 24 settembre 2022 e fu vinta per la diciannovesima volta dalla Nuova Zelanda.
A seguito di accordi commerciali di sponsorizzazione, fu noto in Argentina come 2022 Zurich Rugby Championship, in Nuova Zelanda come 2022 Fortinet Rugby Championship, in Australia come 2012 eToro Rugby Championship e, in Sudafrica, 2022 Castle Rugby Championship.
Il valore delle marcature, come stabilito da World Rugby nel 2017, è: 5 punti per ciascuna meta (7 se trasformata), 7 punti per la meta tecnica, 3 punti per la realizzazione di ciascun calcio piazzato, idem per il drop.

## Nazionali partecipanti e sedi
| Squadra       | Città                          | Impianto interno                                                          |
| ------------- | ------------------------------ | ------------------------------------------------------------------------- |
| Argentina     | Buenos Aires Mendoza San Juan  | Stadio José Amalfitani Stadio Malvinas Argentinas Stadio del Bicentenario |
| Australia     | Adelaide Melbourne Sydney      | Adelaide Oval Docklands Stadium Sydney Football Stadium                   |
| Nuova Zelanda | Auckland Christchurch Hamilton | Eden Park Rugby League Park Waikato Stadium                               |
| Sudafrica     | Durban Johannesburg Nelspruit  | Kings Park Ellis Park Mbombela Stadium                                    |

## Risultati

### 1ª giornata
| Arbitro: | Angus Gardner |

|                        |      |                |
| Arendse 9’ le Roux 80’ | mt   | 78’ Frizell    |
| Pollard 9’, 80’        | tr   | 78’ Mo'unga    |
| Pollard 22’, 50’, 73’  | c.p. | 35’ J. Barrett |
| Pollard 58’            | drop |                |

| Arbitro: | Mike Adamson |

|                             |      |                                                                  |
| Matera 5’ González 54’      | mt   | 17’ Petaia 47’ McReight 61’ tecnica 69’ F. Fainga’a 80+5’ Ikitau |
| Boffelli 5’, 54’            | tr   | 17’ Cooper 47’, 69’, 80+5’ Hodge                                 |
| Boffelli 11’, 15’, 21’, 41’ | c.p. | 9’ Cooper 65’ Hodge                                              |

### 2ª giornata
| Arbitro: | Luke Pearce |

|                         |      |                                                   |
| Am 36’ Mapimpi 58’      | mt   | 27’ Cane 32’ Taukei’aho 73’ Havili 78’ S. Barrett |
| Pollard 36’, 58’        | tr   | 32’, 73’, 78’ Mo’unga                             |
| Pollard 40+1’, 45’, 67’ | c.p. | 24’, 48’, 57’ Mo’unga                             |

| Arbitro: | Chris Busby |

|                                                                                   |      |                        |
| Imhoff 1’ Gallo 5’, 63’ de la Fuente 23’ González 30’ Boffelli 77’ Albornoz 80+1’ | mt   | 11’ Slipper 66’ Ikitau |
| Boffelli 1’, 5’, 23’, 63’, 80+1’                                                  | tr   | 11’, 66’ O’Connor      |
| Boffelli 53’                                                                      | c.p. | 16’ O’Connor           |

### 3ª giornata
| Arbitro: | Paul Williams |

|                                |      |                      |
| McReight 2’, 57’ Koroibete 47’ | mt   | 75’, 80’ K. Smith    |
| Lolesio 2’, 57’                | tr   | 75’, 80’ E. Jantjies |
| Lolesio 6’, 63’                | c.p. | 23’ Pollard          |

| Arbitro: | Nika Amashukeli |

|                           |      |                                      |
| Taukei’aho 11’ Clarke 32’ | mt   | 47’ González                         |
| Mo’unga 32’               | tr   | 47’ Boffelli                         |
| Mo’unga 28’, 46’          | c.p. | 7’, 17’, 36’, 40’, 56’, 65’ Boffelli |

### 4ª giornata
| Arbitro: | Nic Berry |

|                                                                                               |      |                 |
| de Groot 11’ Clarke 20’ R. Ioane 38’ J. Barrett 62’ A. Savea 68’ Retallick 75’ B. Barrett 85’ | mt   |                 |
| Mo’unga 12’, 21’, 39’, 63’ J. Barrett 76’, 85’                                                | tr   |                 |
| Mo’unga 3’, 46’                                                                               | c.p. | 33’ E. Boffelli |

| Arbitro: | Ben O'Keeffe |

|             |      |                                                  |
| Samu 80’    | mt   | 9’ de Allende 40’ Moodie 43’ Mostert 72’ Mapimpi |
|             | tr   | 11’ Willemse 73’ F. Steyn                        |
| Lolesio 73’ | c.p. |                                                  |

### 5ª giornata
| Arbitro: | Mathieu Raynal |

|                                         |      |                                                          |
| Valetini 25’ Kellaway 61’, 67’ Samu 73’ | mt   | 4’, 41’ Taukei’hao 52’ Mo’unga 55’ Jordan 81’ J. Barrett |
| Foley 26’, 62’, 68’, 75’                | tr   | 5’, 43’, 53’, 56’ Mo’unga                                |
| Foley 18’, 48’ White 78’                | c.p. | 11’, 71’ Mo’unga                                         |

| Arbitro: | James Doleman |

|                             |      |                                                             |
| meta tecnica 66’ Moroni 69’ | mt   | 21’ meta tecnica 28’ Hendrikse 33’, 80’ Marx 75’ de Allende |
| E. Boffelli 71’             | tr   | 29’ Willemse 76’, 82’ F. Steyn                              |
| E. Boffelli 9’, 24’         | c.p. | 12’ Willemse                                                |

### 6ª giornata
| Arbitro: | Andrew Brace |

|                                                                      |      |                           |
| Jordan 22’ tecnica 26’ S. Whitelock 42’ C. Taylor 53’ Taukei’aho 64’ | mt   | 58’ Fainga'a 80+2’ Petaia |
| Mo’unga 22’, 42’                                                     | tr   | 58’ Foley 80+2’ Hodge     |
| Mo’unga 20’, 46’, 76’                                                | c.p. |                           |

| Arbitro: | Damon Murphy |

|                                                     |      |                                       |
| Wiese 18’ Kolisi 28’ tecnica 54’, 72’ Arendse 80+1’ | mt   | 39’ Bertranou 46’ González 67’ Moroni |
| F. Steyn 18’, 28’, 80+1’                            | tr   | 39’, 46’, 67’ Boffelli                |
| F. Steyn 37’                                        | c.p. |                                       |

## Classifica
| Pos | Squadra       | G | V | N | P | PF  | PS  | DP  | BMP | Pt |
| --- | ------------- | - | - | - | - | --- | --- | --- | --- | -- |
| 1   | Nuova Zelanda | 6 | 4 | 0 | 2 | 195 | 128 | +67 | 3   | 19 |
| 2   | Sudafrica     | 6 | 4 | 0 | 2 | 164 | 119 | +45 | 2   | 18 |
| 3   | Australia     | 6 | 2 | 0 | 4 | 142 | 194 | −52 | 2   | 10 |
| 4   | Argentina     | 6 | 2 | 0 | 4 | 143 | 203 | −60 | 1   | 9  |